# Бабушка (повесть)
Бабушка (по-чешски: Babička) — повесть, написанная чешской писательницей Боженой Немцовой в 1855 году. Это самая известная её работа. Является классическим произведением чешской литературы. Наиболее часто издаваемая книга в Чехии. Книга была переведена на 20 иностранных языков. В некоторых языках книга издавалась неоднократно (на русском впервые вышла в 1900 году).
Рассказы и суждения бабушки и других героев повести показывают развитие самоидентификации чехов как нации, входивших на момент написания книги в состав Австрийской империи. Неоднократно в книге появляются моменты противопоставления немецкой и чешской культур, языков.
Книга содержит несколько сюжетных линий: жизнь бабушки, повседневная жизнь в чешской деревне (традиции, праздники и т. д.) и отдельные истории (например, жизнь Викторки).

## Сюжет
Бабушка — Магдалена Новотна жила в деревне Олешници в Чешской Силезии. У неё был сын и две дочери. Однажды она получает письмо от старшей дочери Терезы, в котором та пишет, что её муж Ян Прошек, который ранее служил в Вене, устроился работать кучером в Чехию в имение княгини Саган. Тереза, устроившаяся на работу ключницей (экономкой) в то же имение, пригласила свою мать переехать к ним жить. После некоторых колебаний бабушка переезжает к дочери.

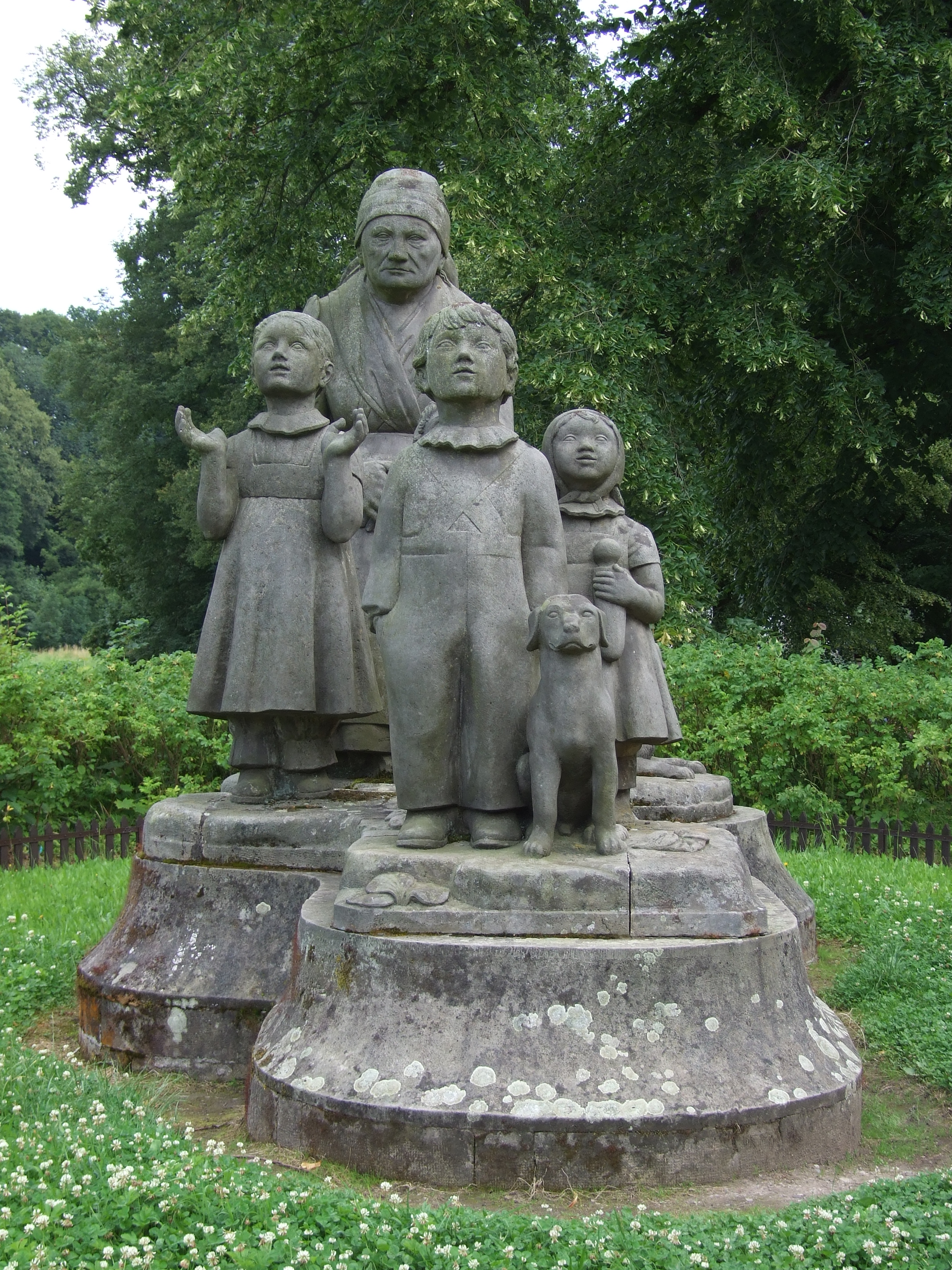
Памятник бабушке с внучатами в Ратиборжице

Бабушка привыкает к новому дому, называемому Старая Белильня, и всячески помогает дочери по хозяйству — ткёт, ухаживает за домашним скотом, гуляет с детьми. При общении с детьми бабушка рассказывает детям чешские сказки и предания, воспитывает в них любовь к их малой родине — Чехии. Все соседи в деревне быстро полюбили бабушку. На одной из прогулок с детьми бабушка встречает княгиню Саган. Княгиня приглашает бабушку и детей в замок на следующий день. При разговоре с княгиней бабушка рассказывает историю своей жизни: как видела русского императора Александра I, как от ран, полученных при подавлении польского восстания, скончался её муж-солдат, как не захотела остаться в немецкоговорящей Нижней Силезии и возвращалась с тремя маленькими детьми в свою родную чешскую деревню пешком. Когда княгиня спрашивает, хотела ли бы старая женщина жить в замке, бабушка отвечает, что она довольна своей жизнью и спокойная беззаботная жизнь не для неё. Бабушка очень понравилась княгине. Когда старая женщина ушла, княгиня сказала о ней: «Счастливая женщина…»
Отдельная глава посвящена рассказу о живущей в лесу сумасшедшей Викторке. Это была красивая девушка, которая бросила родительский дом и жениха из-за любви к солдату и ушла с ним из деревни. Через год в лесу у деревни появилась сумасшедшая беременная девушка в лохмотьях, похожая на Викторку. Женщина не захотела возвращаться в родительский дом. Однажды она напала на служащего замка, искусав его.
В конце повести бабушку покидают силы, и она умирает. Её хоронят всей деревней.

## Центральные персонажи
Бабушка — глубоко религиозная, мудрая, добрая и заботливая женщина
Барунка — старшая внучка бабушки. По факту героиня является автобиографичным образом Божены Немцовой
Княгиня — справедливая и заботливая женщина высокого социального статуса. Прообразом княгини послужила покровительница Божены Немцовой герцогиня Вильгельмина Саган
Терезка — старшая дочь главной героини. Заботливая мать и любящая жена, хотя бабушка находит её немного зазнавшейся после жизни в Вене

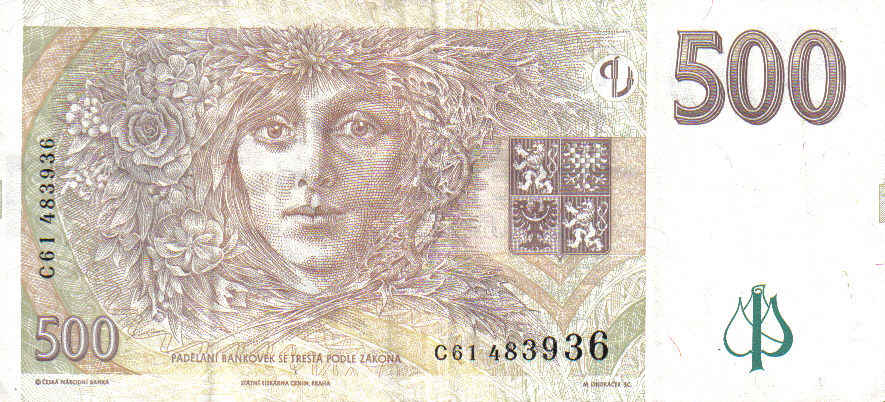
Женский образ на чешской купюре 500 крон

Викторка — сумасшедшая девушка.

## Экранизации и театральные постановки
- Бабушка (фильм, 1921 г.) — чёрно-белый немой фильм, режиссёр Тея Червенкова, в роли бабушки Людмила Львова-Иннерманнова
- Бабушка (фильм, 1940 г.) — чёрно-белый фильм, режиссёр Франтишек Чап, в роли бабушки Терезия Брзкова
- Бабушка (фильм, 1971 г.) — цветной двухсерийный фильм, режиссёр Антонин Москалик, в роли бабушки Ярмила Курандова
- Викторка (фильм, 1935 г.) — чёрно-белый фильм о жизни Викторки, режиссёр Ян Свобода
- Бабушка (опера) — опера Антонина Войтеха Хорака на либретто Адольфа Венига

## Интересные факты
- В Ратиборжице в районе Наход Краловеградецкого края Чехии находится Бабушкина долина (Babiččino údolí) — национальный культурный памятник Чехии и природоохранная зона. В этой резервации находится дом Старая Белильня, памятник бабушки с внучатами
- Символическая могила Викторки находится в Червеном Костельце, где Божена Немцова жила с сентября 1837 по апрель 1838 года. Прототипом для персонажа была Виктория Жидова, которая умерла в 1868 году в своем родном городе и была погребена в общей могиле для бедных[3].
- Изображение девушки на чешской банкноте в 500 крон напоминает образ Викторки. Хотя в законе о банкноте говорится, что это «обобщённый символ женских персонажей из произведений Божены Немцовой»[4]..